# Освіта України
«Освіта України» — щотижнева газета, єдине офіційне друковане видання Міністерства освіти і науки України. Заснована 1996 року.
Засновники:
- Міністерство освіти і науки України
- Національна академія педагогічних наук України
- Профспілка працівників освіти України
- Державне інформаційно-виробниче підприємство видавництво «Педагогічна преса».

Видавець: державне інформаційно-виробниче підприємство видавництво «Педагогічна преса».
Вмістофіційна інформація, аналітичні статті з галузей педагогічної науки, матеріали про основні тенденції освітнього і виховного процесу в Україні та за кордоном.
ПоширенняГазета за передплатою надходить у всі школи, ПТУ і вищі навчальні заклади України.
OnLine каталог видань доступний на офіційному сайті видавництва з березня 2014 року.